# François de La Grange d’Arquian

Wappen der La Grange d'Arquian

François II. de La Grange d’Arquian, genannt le maréchal de Montigny (* um 1554, † 9. September 1617), Seigneur de Montigny et de Séry, Baron des Aix en Berry, war ein französischer Militär, Marschall von Frankreich und Lieutenant-général pour Paris et l’Île-de-France.

## Biographie
François de La Grange ist der Sohn von Charles de La Grange und Louise de Rochechouart, sein jüngerer Bruder ist der Oberstleutnant Antoine de La Grange d’Arquien. Er wuchs in der Umgebung des Königs Heinrich III. auf und wurde am Hof Gentilhomme ordinaire de la chambre du roi de France, Capitaine de cent Gentilshommes de sa Maison et des gardes de la porte, Premier Maître d’hôtel.

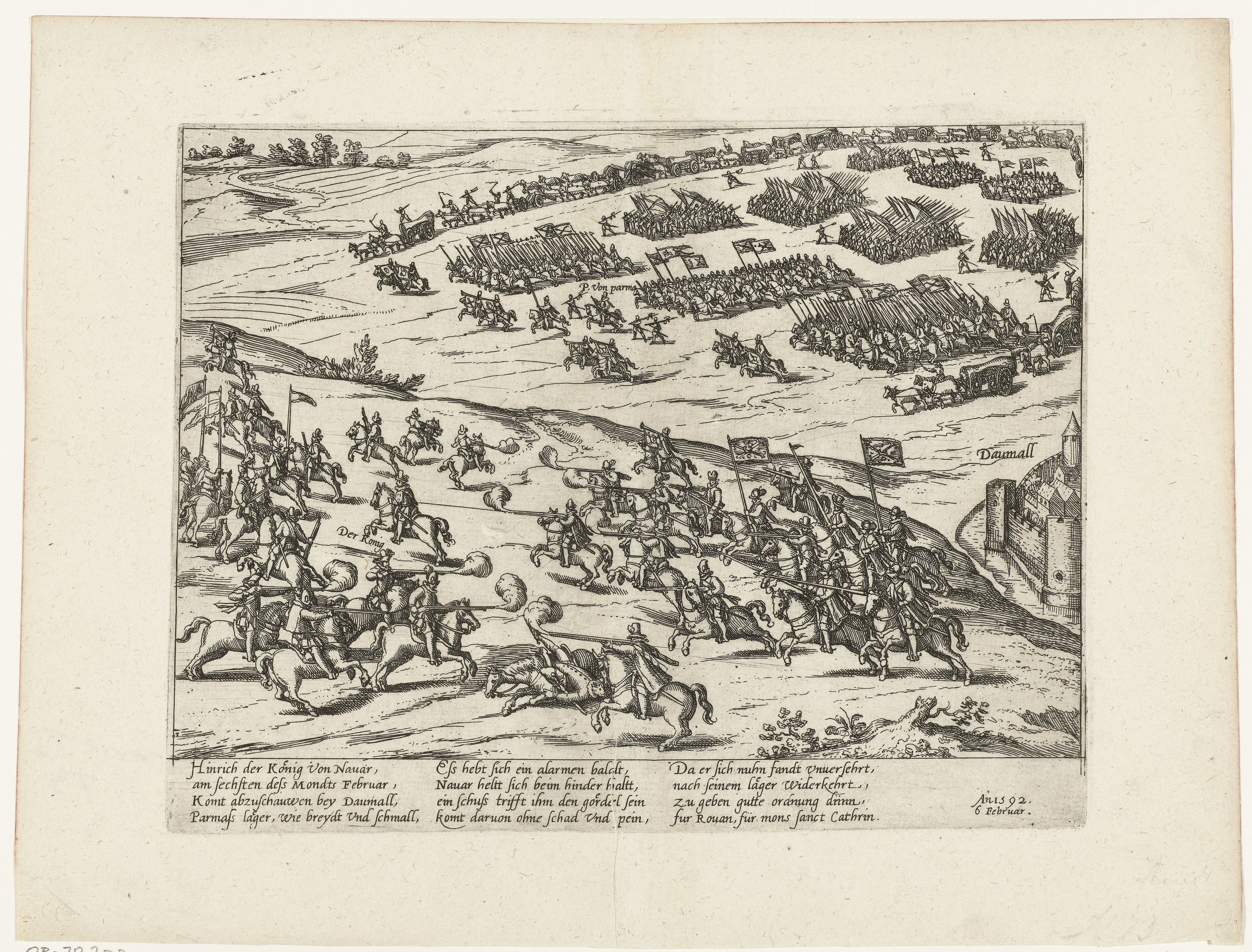
Schlacht bei Aumale, Februar 1592

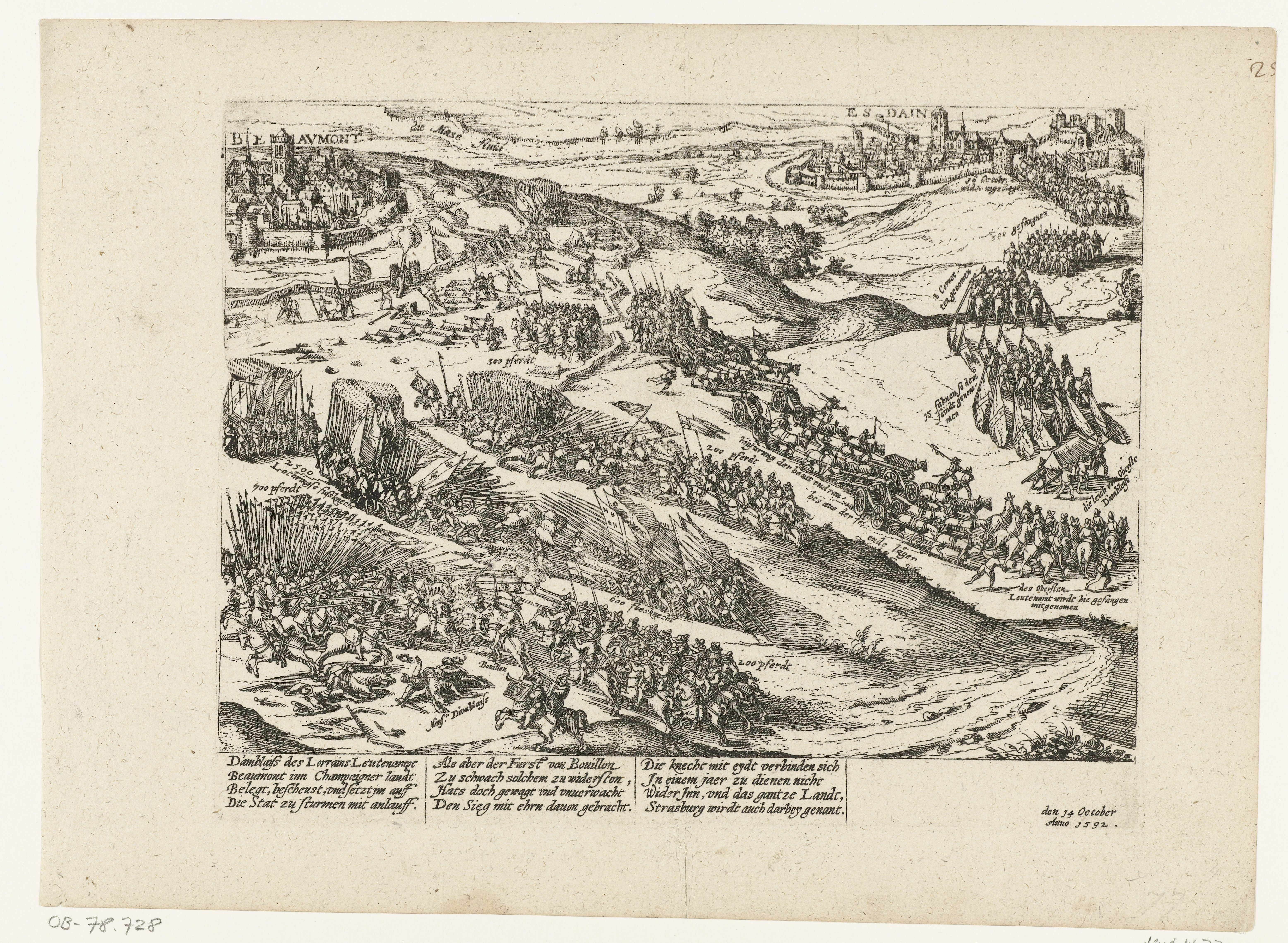
Sieg des Duc de Bouillon bei Beaumont, Oktober 1592

François de La Grange kämpfte – wie sein Bruder Antoine – während der Religionskriege auf royalistischer Seite sowohl gegen die Hugenotten als auch gegen die Katholische Liga. 1575 war er Gouverneur von Bourges und Capitaine einer Kompanie Gendarmen. In der Schlacht von Coutras (20. Oktober 1587) befehligte er die Gendarmerie de France, wurde vom König von Navarra gefangen genommen, aber wieder freigelassen.
Unter Heinrich IV. wurde er am 7. Mai 1589 beim Angriff auf die Vororte von Tours verwundet, am 11. Juni 1589 wurde er zum Gouverneur und Lieutenant-général des Berry| anstelle von Claude de La Châtre, der auf die Seite der Liga gewechselt war, zudem Commandant-lieutenant-général von Blésois, Berry und Vendômois.
Am 14. März 1590 kämpfte er in der Schlacht bei Ivry. 1591 zwang er La Châtre, die Belagerung von Aubigny aufzugeben und nahm an der Belagerung von Chartres teil. Ab Dezember 1591 kämpfte er bei der bis Mai 1592 andauernden Belagerung von Rouen, währenddessen in der Schlacht bei Aumale am 5. Februar 1592 (bei der Heinrich IV. verwundet wurde, was zum Abbruch der Belagerung Rouens einige Wochen später beitrug), und im Oktober 1592 als Anführer eines Regiments bei der siegreichen Vertreibung der rund 10000 katholischen Belagerer vor Beaumont unter dem Prince d'Amblise. Am 28. Februar 1594 gab er das Amt des Gouverneurs des Berry auf, sein Vorgänger Claude de La Châtre wurde auch sein Nachfolger.
Am 7. Februar 1595 wurde er zum Ritter im Orden vom Heiligen Geist ernannt. Am 5. Juni 1595 kämpfte François de La Grange d’Arquian in der Schlacht bei Fontaine-Française. Am 28. Juli 1595 wurde er zum Mestre de camp de la cavalerie légère befördert. Er kommandierte 1597 die Cavalerie légère bei der Belagerung von Amiens (März–September). Am 20. Juli 1597 wurde er zum Maréchal de camp ernannt. Am 2. Juni 1600 wurde er zum Lieutenant-général pour Paris et l’Île-de-France ernannt, also zum Stellvertreter des Gouverneurs, der zu dieser Zeit Heinrich IV. selbst war.
Am 11. Mai 1607 wurde er – nach dem Demission Liancourts – Lieutenant-général au Gouvernement du Pays Messin und gab im Gegenzug – zugunsten Liancourts – das Kommando in Paris ab. Am 29. Juni erhielt er zudem das Gouvernement von Verdun nach dem Tod des Baron de Haussonville. Am 30. Dezember 1611 trat er als Mestre de camp géneral de la cavalerie zugunsten seines Schwiegersohns Honorat de Beauvilliers, Comte de Saint-Aignan, zurück, am 14. Dezember 1613 als Lieutenant-général du Pays Messin zugunsten seines Sohnes.
Am 14. Dezember 1615 wurde er in der Armee des Duc de Guise gegen die aufständischen Fürsten eingesetzt. Am 1. September 1616 machte ihn Ludwig XIII. zum Marschall von Frankreich, am 3. September übernahm er das Kommando über die Armee im Berry, das er dem König unterwarf. Am 16. Dezember wurde er zum Kommandeur der Armee im Bourbonnais und Nivernais ernannt, im Verlauf der Kämpfe wurde er 1617 vom Prince de Porcien, dem zweiten Sohn des Herzogs von Nevers, gefangen genommen. Er starb am 9. September 1617, im Alter von 63 Jahren und wurde in einer Kapelle der Kathedrale von Bourges bestattet.

## Ehe und Familie
François de La Grange d’Arquian heiratete am 1. August 1582 in Fontainebleau Gabrielle de Crévant († 6. Mai 1643), Tochter von Claude de Crévant, Seigneur de Beauvais en Touraine, und Marguerite de Hallewyn. Das Paar bekam drei Kinder:
- Aimé de La Grange (* wohl 1587; † 1. Juli 1590, 3 Jahre alt)
- Henri-Antoine de La Grange d’Arquien, Seigneur de Montigny, Gouverneur von Verdun; ⚭ 11. Oktober 1621 Marie Le Cirier, Dame de Neufchelles, Tochter von Louis Le Cirier, Seigneur de Neufchelles, und Marie d’Aubray
- Jacqueline de La Grange d’Arquian († 8. August 1632 in Saint-Aignan); ⚭ 4. Mai 1604 Honorat de Beauvilliers, Comte de Saint-Aignan (* 26. Mai 1579; † nach 22. Februar 1622) (Haus Beauvilliers)